# 多色球蛛
多色球蛛（学名：Theridion varians）为球蛛科球蛛属的动物。分布于俄罗斯、欧洲、美国、北非以及中国大陆的新疆、吉林等地，一般生活于果园、农田草丛中。该物种的模式产地在欧洲。